# 斯維特利齊克
47°33′8″N 32°18′58″E / 47.55222°N 32.31611°E
斯維特利齊克（烏克蘭語：Світлицьке），是烏克蘭的村落，位於該國南部尼古拉耶夫州，由巴什坦卡區負責管轄，始建於1910年，面積0.15平方公里，海拔高度21米，2001年人口3，人口密度每平方公里20人。